# Liste der Orte im Kreis Alba

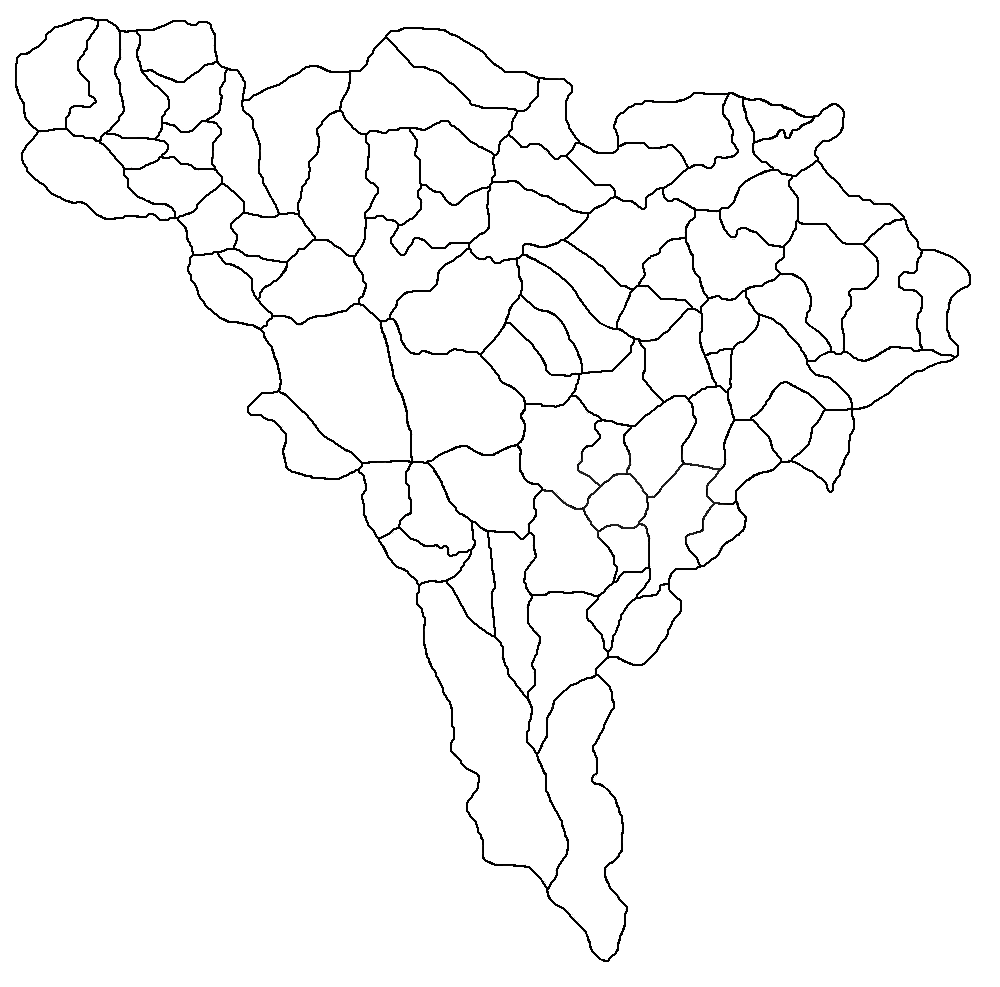
Gemeinden des Kreises Alba

Der Kreis Alba in Rumänien besteht aus offiziell 719 Ortschaften. Davon haben 11 den Status einer Stadt, 67 den einer Gemeinde. Die übrigen sind administrativ den Städten und Gemeinden zugeordnet.

## Städte
| - Abrud - Aiud - Alba Iulia - Baia de Arieș | - Blaj - Câmpeni - Cugir - Ocna Mureș | - Sebeș - Teiuș - Zlatna |

## Gemeinden
| - Albac - Almașu Mare - Arieșeni - Avram Iancu - Berghin - Bistra - Blandiana - Bucerdea Grânoasă - Bucium - Câlnic - Cenade - Cergău (Gemeindesitz: Cergău Mare) - Ceru-Băcăinți - Cetatea de Baltă - Ciugud - Ciuruleasa - Crăciunelu de Jos - Cricău - Cut - Daia Română - Doștat - Fărău - Galda de Jos | - Gârda de Sus - Gârbova - Hopârta - Horea - Ighiu - Întregalde - Jidvei - Livezile - Lupșa - Lopadea Nouă - Lunca Mureșului - Meteș - Mihalț - Mirăslău - Mogoș - Noșlac - Ocoliș - Ohaba - Pianu (Gemeindesitz: Pianu de Sus) - Poiana Vadului - Ponor - Poșaga (Gemeindesitz: Poșaga de Jos) - Rădești | - Râmeț - Rimetea - Roșia de Secaș - Roșia Montană - Sălciua (Gemeindesitz: Sălciua de Jos) - Săliștea - Săsciori - Sâncel - Sântimbru - Scărișoara - Șibot - Sohodol - Șona - Șpring - Stremț - Șugag - Unirea (Gemeindesitz: Unirea I) - Vadu Moților - Valea Lungă - Vidra - Vințu de Jos |

## A
| - Abrud-Sat - Achimețești - Acmariu - Aiudul de Sus - Alecuș | - Almașu de Mijloc - Ampoița - Anghelești - Aronești - Arți | - Asinip - Avrămești (Arieșeni) - Avrămești (Avram Iancu) |

## B
| - Baba - Băcăinți - Bădăi - Băgău - Băi - Bălcaciu - Bălești - Bălești-Cătun - Bălmoșești - Balomiru de Câmp - Bărăbanț - Bărăști - Bărbești - Bârdești - Bârlești (Bistra) - Bârlești-Cătun - Bârlești (Mogoș) - Bârlești (Scărișoara) - Bârsana - Bârzan - Bârzogani - Băzești - Beldiu | - Benic - Beța - Bidigești - Biharia - Biia - Bilănești - Bisericani - Blidești - Bobărești (Sohodol) - Bobărești (Vidra) - Bocești - Bocșitura - Bodești - Bodrești - Bogdănești (Mogoș) - Bogdănești (Vidra) - Boglești - Boldești - Bolovănești - Boncești - Bordeștii Poieni - Borlești - Botești (Câmpeni) | - Botești (Scărișoara) - Botești (Zlatna) - Boțani - Boz - Brădeana - Brădești - Brădet - Brăzești - Bubești - Bucerdea Vinoasă - Bucium-Sat - Bucuru - Budăiești - Budeni - Bulbuc - Buninginea - Bunta - Burzești - Burzonești - Butești (Horea) - Butești (Mogoș) |

## C
| - Călene - Călugărești - Câmpu Goblii - Cândești - Căpâlna - Căpâlna de Jos - Căptălan - Capu Dealului - Căpud - Cârăști - Carpen - Carpenii de Sus - Cărpiniș (Gârbova) - Cărpiniș (Roșia Montană) - Cârțulești - Casa de Piatră - Căsoaia - Cerbu - Cergău Mare - Cergău Mic - Certege - Cetea - Cheia - Cheile Cibului | - Cheleteni - Cib - Cicău - Cicârd - Cioara de Sus - Ciocașu - Cionești - Cistei - Cisteiu de Mureș - Ciuculești - Ciugudu de Jos - Ciugudu de Sus - Ciuguzel - Ciuldești - Ciumbrud - Coasta Henții - Coasta Vâscului - Cobleș - Cocești - Cocoșești - Cojocani - Coleșeni - Colibi - Colțești | - Copand - Corna - Cornu - Coroiești - Corțești - Coșlariu - Coșlariu Nou - Costești (Albac) - Costești (Poiana Vadului) - Cotorăști - Craiva - Crăciunelu de Sus - Crețești - Crișeni - Cristești - Cucuta - Culdești - Cunța - Curături - Curmătură - Curpeni |

## D
| - Dâmbureni - Dănduț - Dârlești - Dăroaia - Deal - Dealu Bajului - Dealu Bistrii - Dealu Capsei - Dealu Caselor - Dealu Crișului - Dealu Doștatului - Dealu Ferului - Dealu Frumos (Gârda de Sus) - Dealu Frumos (Vadu Moților) - Dealu Geoagiului - Dealu Goiești - Dealu Lămășoi | - Dealu Muntelui - Dealu Ordâncușii - Dealu Roatei - Decea - Deleni-Obârșie - Deoncești - Deve - Dilimani - Dobra - Dobrești - Dobrot - Dogărești - Dolești - Doptău - Dos - Dosu Luncii - Dosu Văsești | - Drăgoiești-Luncă - Drâmbar - Drașov - Dric - Duduieni - Dumăcești - Dumbrava (Săsciori) - Dumbrava (Unirea) - Dumbrava (Zlatna) - Dumbrăvița - Dumești - Dumitra - După Deal (Lupșa) - După Deal (Ponor) - După Pleșe - Durăști |

## F
| - Făget - Făgetu de Jos - Făgetu de Sus - Fântânele - Fața - Fața Abrudului - Fața Cristesei - Fața Lăpușului | - Fața-Lăzești - Fața Pietrii - Feisa - Feneș - Ferești - Fericet - Fețeni - Ficărești | - Flitești - Florești (Bucium) - Florești (Câmpeni) - Florești (Râmeț) - Florești (Scărișoara) - Furduiești (Câmpeni) - Furduiești (Sohodol) |

## G
| - Găbud - Galați - Galbena - Galda de Sus - Galtiu - Gâmbaș - Gănești - Gârbova de Jos - Gârbova de Sus - Gârbovița - Gârda-Bărbulești - Gârda Seacă | - Gârde - Geamăna - Geoagiu de Sus - Geogel - Geomal - Ghedulești - Ghețari - Ghioncani - Ghirbom - Giurgiuț - Gligorești - Glod | - Glogoveț - Goașele - Goiești - Gojeiești - Gorgan - Groși - Gura Arieșului - Gura Cornei - Gura Cuțului - Gura Izbitei - Gura Roșiei - Gura Sohodol |

## H
| - Hădărău - Haiducești - Hănășești (Gârda de Sus) - Hănășești (Poiana Vadului) - Haneș Mină - Hăpria - Hărăști | - Hațegana - Helerești - Helești - Henig - Heria - Hoancă (Sohodol) - Hoancă (Vidra) | - Hodișești - Hodobana - Holobani - Hudricești - Huzărești |

## I
| - Iacobești - Ibru - Iclod - Ighiel - Ignățești - Iliești - Incești (Avram Iancu) | - Incești (Poșaga) - Inoc - Inuri - Isca - Ivăniș - Izbicioara - Izbita | - Izlaz - Izvoarele (Blaj) - Izvoarele (Gârda de Sus) - Izvoarele (Livezile) - Izvoru Ampoiului |

## J
| - Jeflești - Jidoștina | - Jojei - Joldișești | - Jurcuiești |

## L
| - Lancrăm - Laz (Săsciori) - Laz (Vințu de Jos) - Lăzești (Scărișoara) - Lăzești (Vadu Moților) - Lazuri (Lupșa) - Lazuri (Sohodol) - Lehești - Leorinț - Lespezea - Limba - Lipaia | - Lodroman - Loman - Lopadea Veche - Luminești - Lunca (Lupșa) - Lunca (Poșaga) - Lunca (Valea Lungă) - Lunca (Vidra) - Lunca Ampoiței - Lunca Bisericii - Lunca de Jos - Lunca Goiești | - Lunca Largă (Bistra) - Lunca Largă (Ocoliș) - Lunca Merilor - Lunca Meteșului - Lunca Târnavei - Lunca Vesești - Lupăiești - Lupșeni - Lupu - Lupulești |

## M
| - Măcărești - Măghierat - Măgina - Măgura (Bucium) - Măgura (Galda de Jos) - Măhăceni - Mămăligani - Mănărade - Mănăstire - Măncești - Mărgaia - Mărgineni - Mărinești - Mărtești | - Mărtinie - Mătăcina - Maței - Mătișești (Ciuruleasa) - Mătișești (Horea) - Medrești - Medveș - Mereteu - Meșcreac - Mesentea - Micești - Micoșlaca - Mihăiești - Mihoești | - Modolești (Întregalde) - Modolești (Vidra) - Morărești (Ciuruleasa) - Morărești (Sohodol) - Morcănești - Motorăști - Mugești - Muncelu - Munești - Muntari - Munună - Mușca |

## N
| - Nădăștia - Nămaș - Năpăiești - Necrilești | - Necșești - Negești - Negrești - Nelegești | - Nemeși - Nicorești - Niculești - Novăcești |

## O
| - Oarda - Obreja - Ocnișoara - Ocoale | - Odverem - Oidești - Oiejdea - Olteni | - Oncești - Orăști - Orgești - Ormeniș |

## P
| - Pâclișa - Pădure - Pădurea - Păgida - Pănade - Pânca - Păntești - Pârău Gruiului - Pârău lui Mihai - Pârâu-Cărbunări - Păștești - Pătrăhăițești - Pătrângeni - Pătrușești - Pătruțești - Peleș - Perjești - Peste Valea Bistrii - Pețelca - Petelei - Petreasa - Petreni - Petrești | - Petrisat - Pianu de Jos - Pianu de Sus - Pirita - Pitărcești - Pițiga - Plai (Avram Iancu) - Plai (Gârda de Sus) - Plaiuri - Pleșcuța - Pleșești - Pleși - Pliști - Podu lui Paul - Poduri - Poduri-Bricești - Poiana (Bistra) - Poiana (Bucium) - Poiana (Sohodol) - Poiana Aiudului - Poiana Ampoiului - Poiana Galdei | - Poiana Ursului - Poieni (Blandiana) - Poieni (Bucium) - Poieni (Vidra) - Poienile-Mogoș - Poienița (Arieșeni) - Poienița (Vințu de Jos) - Poiu - Ponorel - Popești - Popeștii de Jos - Popeștii de Sus - Poșaga de Jos - Poșaga de Sus - Poșogani - Potionci - Preluca - Prelucă - Presaca Ampoiului - Puiulețești - Purcăreți - Pușelești |

## R
| - Răcătău - Rachiș - Răchita - Răhău - Răicani - Rătitiș - Ravicești | - Războieni-Cetate - Reciu - Remetea - Robești - Rogoz - Roșești - Runc (Ocoliș) | - Runc (Scărișoara) - Runc (Vidra) - Runc (Zlatna) - Runcuri - Rusești - Ruși |

## S
| - Săgagea - Sălăgești - Sălciua de Jos - Sălciua de Sus - Săliștea-Deal - Sânbenedic - Sâncrai - Sânmiclăuș - Sântămărie - Sărăcsău - Șard - Sartăș - Șasa - Scoarța - Sebeșel - Sebișești - Secășel | - Segaj - Șeușa - Sfârcea - Sfoartea - Sicoiești - Șilea - Silivaș - Șimocești - Simulești - Snide - Șoal - Soharu - Sohodol (Albac) - Șoicești - Șoimuș - Sorlița - Șpălnaca | - Spătac - Stâlnișoara - Stâna de Mureș - Stănești - Stăuini - Ștefanca - Ștei-Arieșeni - Ștertești - Știuleți - Straja - Strungari - Sturu - Sub Piatră - Sucești - Surdești - Suseni |

## T
| - Tamborești - Țarina - Țărănești - Târsa - Târsa-Plai - Tărtăria - Tătârlaua - Tău - Tău Bistra - Tăuni - Tăuți | - Tecșești - Teiu - Teleac - Țelna - Tibru - Țifra - Tiur - Țoci - Tolăcești - Tomești - Tomnatec | - Tomușești - Tomuțești - Tonea - Toțești - Totoi - Trâmpoiele - Trâncești - Trifești (Horea) - Trifești (Lupșa) - Trișorești - Turdaș |

## U
| - Uioara de Jos - Uioara de Sus | - Ungurei - Unirea I | - Unirea II - Urdeș |

## V
| - Văi - Vâlcăneasa - Vâlcea - Vâlcești - Vale în Jos - Valea Abruzel - Valea Albă - Valea Barnii - Valea Bârluțești - Valea Bistrii - Valea Bucurului - Valea Caselor - Valea Cerbului - Valea Ciuciului - Valea Cocești - Valea Făgetului - Valea Giogești - Valea Goblii - Valea Holhorii - Valea Inzelului - Valea Largă - Valea lui Mihai - Valea Lupșii | - Valea Maciului - Valea Mare - Valea Mănăstirii - Valea Mică - Valea Mlacii - Valea Morii - Valea Negrilesii - Valea Poienii (Bucium) - Valea Poienii (Râmeț) - Valea Sasului - Valea Șesii (Bucium) - Valea Șesii (Lupșa) - Valea Țupilor - Valea Uțului - Valea Uzei - Valea Verde - Valea Vințului - Văleni (Bucium) - Văleni (Meteș) - Vălișoara - Vâltori (Vadu Moților) - Vâltori (Zlatna) - Vama Seacă | - Vanvucești - Vârși - Vârși-Rontu - Vârșii Mari - Vârșii Mici - Vârtănești - Vârtop - Văsești - Verdești - Veseuș - Veza - Vidolm - Vidrișoara - Viezuri - Vinerea - Vingard - Vința - Vlădești - Vlădoșești - Vulcan - Vurpăr |

## Z
| - Zăgriș | - Zânzești | - Zărieș |